# Los Simuladores
Los simuladores (No Brasil: Os Simuladores) é um seriado de comédia argentina, produzido pela Televisa e também pelo canal pago Sony Entertainment Television, onde atualmente é exibida a versão mexicana (2009). A versão original (2003) é argentina, criada Damian Szifron.
Além da versão original argentina, foram feitas as versões chilena (2005), espanhola (2006), russa (2007); esta última sob o título "Os Reis do Jogo" (Короли игры em russo)  e a mexicana (2009). Dependendo do país da versão, os nomes dos personagens mudam.

## Sinopse
Os Simuladores, são um grupo de pessoas treinadas e capacitadas na realização de operações de simulação. Na versão mexicana a equipe é composta por Mario Santos (Tony Dalton), o cérebro, que idealiza os planos; Emilio Vargas (Arath de la Torre), o camaleão, que interpreta diferentes personagens durante as operações; Pablo López (Alejandro Calva) , homem de batalha, encarregado da técnica e da mobilidade; e Gabriel Medina (Rubén Zamora), o investigador, que reúne os dados necessários para que Santos trace os planos.
Longe de solucionar problemas bélicos ou de intriga internacional, Os Simuladores colocam sua inteligência em função de resolver conflitos mais terrenos, de clientes que vão desde um homem abandonado que quer recuperar sua mulher, até outro cujos filhos são ameaçados de morte por um perigoso agiota!
A série acompanha estes quatro agentes especiais que usam suas habilidades e equipamentos de última geração para solucionarem os mais diversos casos para pessoas comuns.

## Elenco Principal
- Tony Dalton como Mario Santos
- Arath de la Torre como Emilio Vargas
- Alejandro Calva como Pablo López
- Rubén Zamora como Gabriel Medina

Na tabela seguinte, cada versão com o nome da respectiva personagem e o ator que a interpretou (entre parênteses):
| Função                   | Los Simuladores (Argentina - 2003) | Los Simuladores (Chile - 2005)      | Los Simuladores (Espanha - 2006)          | Los Simuladores (México - 2009)   | Os Reis do Jogo (Rússia - 2007)     |
| ------------------------ | ---------------------------------- | ----------------------------------- | ----------------------------------------- | --------------------------------- | ----------------------------------- |
| Logística e Planejamento | Mario Santos (Federico D'Elía)     | Ernesto Santos (Bastián Bodenhöfer) | Mario Santos (Federico D'Elía)            | Mario Santos (Tony Dalton)        | Maxim Krasin (Dmitri Shevchenko)    |
| Caraterização            | Emilio Ravenna (Diego Peretti)     | Emilio Ravenna (Daniel Alcaíno)     | Máximo Garrido - "Jota" (Antonio Garrido) | Emilio Vargas (Arath de la Torre) | Roman Shestakov (Aleksei Zavyalov)  |
| Tecnologia e Mobilidade  | Pablo Lamponne (Alejandro Fiore)   | Pablo Lorca (Ramón Llao)            | León (César Vea)                          | Pablo López (Alejandro Calva)     | Stepan Losev (Aleksandr Samoylenko) |
| Investigação             | Gabriel Medina (Martín Seefield)   | Gabriel Medina (Benjamín Vicuña)    | Medina (Bruno Lastra)                     | Gabriel Medina (Rubén Zamora)     | Innokenti Katalskii (Oskar Kuchera) |

## No Brasil
No dia 17 de julho de 2009 o canal Sony Entertainment Television passou a exibir a 2ª temporada, contando com 13 episódios, no bloco Machos de Respeito.